# Masaru Inoue
| Odkryte planetoidy: 12 | Odkryte planetoidy: 12 |
| ---------------------- | ---------------------- |
| (3432) Kobuchizawa     | 7 marca 1986           |
| (4033) Yatsugatake     | 16 marca 1986          |
| (4219) Nakamura        | 19 lutego 1988         |
| (4577) Chikako         | 30 listopada 1988      |
| (4634) Shibuya         | 16 stycznia 1988       |
| (5403) Takachiho       | 20 lutego 1990         |
| (7514) 1986 ED         | 7 marca 1986           |
| (8830) 1988 VZ         | 7 listopada 1988       |
| (9746) Kazukoichikawa  | 7 listopada 1988       |
| (12691) 1988 VF2       | 7 listopada 1988       |
| (26829) Sakaihoikuen   | 30 listopada 1989      |
| (35062) Sakuranosyou   | 12 marca 1988          |
| 1. 2. 3.               |                        |

Masaru Inoue (jap. 井上傑 Inoue Masaru) – japoński astronom. Jest współodkrywcą 12 planetoid.